# The Good in the Worst of Us (film 1913 Essanay)
The Good in the Worst of Us è un cortometraggio muto del 1913. Il nome del regista non viene riportato nei credit.

## Trama
Joan, che ha vissuto una vita sbagliata e che è stata anche incarcerata, non può sopportare che la sorella Martha subisca lo stesso destino. Così quando la sorella minore viene accusata insieme al marito di aver fabbricato denaro falso, Joan convince il giudice dell'innocenza di Martha e si sacrifica per il suo bene, autoaccusandosi di un delitto che non ha commesso.

## Produzione
Il film fu prodotto dalla Essanay Film Manufacturing Company.

## Distribuzione
Distribuito dalla General Film Company, il film - un cortometraggio di una bobina - uscì nelle sale cinematografiche USA il 30 maggio 1913.